# Équipe de France de football en 1952
Chronologie
Saison précédente Saison suivante
Cet article traite de l'année 1952 de l'équipe de France de football.
- Premier match en nocturne.

## Les matchs
| Date             | Stade                                           | Adversaire           | Score | Comp | Buteurs français                             |
| 26 mars 1952     | Parc des Princes Paris, France                  | Suède                | D 0-1 | A    | -                                            |
| 20 avril 1952    | Stade olympique Yves-du-Manoir Colombes, France | Portugal             | V 3-0 | A    | Alpsteg (15e), Strappe (68e & 89e)           |
| 22 mai 1952      | Stade du Heysel Bruxelles, Belgique             | Belgique             | V 2-1 | A    | Doye (22e) et Deladerrière (24e)             |
| 5 octobre 1952   | Stade olympique Yves-du-Manoir Colombes, France | Allemagne de l'Ouest | V 3-1 | A    | Ujlaki (4e), Cisowski (81e) et Strappe (90e) |
| 19 octobre 1952  | Stade du Prater Vienne, Autriche                | Autriche             | V 2-1 | A    | Baratte (10e), Penverne (26e)                |
| 11 novembre 1952 | Stade olympique Yves-du-Manoir Colombes, France | Irlande du Nord      | V 3-1 | A    | Ujlaki (30e), Kopa (36e & 89e)               |
| 16 novembre 1952 | Dalymount Park Dublin, Irlande (pays)           | République d'Irlande | N 1-1 | A    | Piantoni (67e)                               |
| 25 décembre 1952 | Stade olympique Yves-du-Manoir Colombes, France | Belgique             | D 0-1 | A    | -                                            |

A : match amical.

## Les joueurs
| Joueurs                                                       |    |     |    |    |    |     |    |    |
| Gardiens de but                                               |    |     |    |    |    |     |    |    |
| René Vignal (RC Paris)                                        | 90 | 90  | 90 |    |    |     |    |    |
| César Ruminski (Lille OSC) (1resélection)                     |    |     |    | 90 | 90 | 90  | 90 | 90 |
| Défenseurs                                                    |    |     |    |    |    |     |    |    |
| Robert Jonquet (Stade de Reims)                               | 90 | 90  | 90 | 90 | 90 | 90  | 90 | 90 |
| Guy Huguet (AS Saint-Étienne) (12eet dernière sélection)      | 82 |     |    |    |    |     |    |    |
| Marcel Salva (RC Paris) (13eet dernière sélection)            | 90 |     |    |    |    |     |    |    |
| Roger Marche (Stade de Reims)                                 |    | 90  | 90 | 90 | 90 | 90  | 90 | 90 |
| André Jacowski (Stade de Reims) (uniques sélections)          |    | 90  | 90 |    |    |     |    |    |
| Lazare Gianessi (CO Roubaix-Tourcoing)                        |    |     |    | 90 | 90 | 90  | 90 | 90 |
| Milieux                                                       |    |     |    |    |    |     |    |    |
| Kader Firoud (Nîmes Olympique) (3 dernières sélections)       | 90 | 90  | 90 |    |    |     |    |    |
| Antoine Bonifaci (OGC Nice)                                   | 90 | 90  |    | 90 | 90 | 31  |    |    |
| Albert Dubreucq (LOSC) (1reet dernière sélection)             | 90 |     |    |    |    |     |    |    |
| André Strappe (Lille OSC)                                     |    | 90  | 90 | 90 | 90 | 90  | 90 | 90 |
| Roger Boury (CO Roubaix-Tourcoing) (1reet dernière sélection) |    | 90  |    |    |    |     |    |    |
| Jacques Koczur (AS Saint-Étienne) (uniques sélections)        |    |     | 90 |    |    |     | 90 | 90 |
| Abdelaziz Ben Tifour (OGC Nice) (1resélection)                |    |     | 90 |    |    |     |    |    |
| Armand Penverne (Stade de Reims) (1resélection)               |    |     |    | 90 | 90 | 90  | 90 | 90 |
| Attaquants                                                    |    |     |    |    |    |     |    |    |
| Jean Baratte (Lille OSC) (5 dernières sélections)             | 90 | 90  | 90 |    | 90 | r67 |    |    |
| René Alpsteg (AS Saint-Étienne) (2 derrnières sélections)     | 90 | r86 |    |    |    |     |    |    |
| André Doye (Girondins de Bordeaux) (2 dernières sélections)   | 90 |     | 90 |    |    |     |    |    |
| Pierre Flamion (Olympique lyonnais)                           | 90 |     |    |    |    |     |    |    |
| Léon Deladerrière (FC Nancy) (1resélection)                   |    | 90  | 90 | 90 |    |     |    | 90 |
| Jean Grumellon (Stade Rennais UC) (10eet dernière sélection)  |    | 4   |    |    |    |     |    |    |
| Raymond Kopa (Stade de Reims) (1resélection)                  |    |     |    | 90 | 90 | 90  | 90 | 90 |
| Thadée Cisowski (RC Paris)                                    |    |     |    | 90 | 90 | 82  |    |    |
| Joseph Ujlaki (Nîmes Olympique) (1resélection)                |    |     |    | 90 |    | 90  | 90 | 90 |
| Francis Méano (Stade de Reims) (2det dernière sélection)      |    |     |    |    | 90 |     |    |    |
| Stanislas Curyl (FC Sète)                                     |    |     |    |    |    | 90  | 90 |    |
| Roger Piantoni (FC Nancy) (1resélection)                      |    |     |    |    |    |     | 90 | 90 |